# Варгуново
Варгуново — деревня в Угличском районе Ярославской области России. 
В рамках организации местного самоуправления входит в Слободское сельское поселение, в рамках административно-территориального устройства — в Слободской сельский округ.

## География
Расположена на реке Чечора, в 9 километрах к востоку от центра города Углича.

## Население
| 2007 | 2010 |
| ---- | ---- |
| 125  | ↘102 |

Согласно результатам переписи 2002 года, в национальной структуре населения русские составляли 97 % от всех жителей.